# 艾瑪·沃爾夫哈特
艾瑪·瑪麗亞·沃爾夫哈特（德語：Emma Maria Wolffhardt；1899年7月27日—1997年）是一名德國工業化學家。她是巴斯夫第一位擁有獨立研究領域的女性化學家。此外，她是第一個使用空間填充模型來理解並改善有機合成的科學家。曾就讀於維爾茨堡大學和卡爾斯魯厄理工學院。